# 高橋実 (歴史学者)
高橋実（たかはし みのる、1946年 - ）は、日本史学・史料学者、国文学研究資料館・総合研究大学院大学名誉教授。

## 経歴
秋田県横手市生まれ。1969年茨城大学教育学部卒業。茨城県立歴史館研究員、79年作新学院大学経営学部教授。2001年「幕末維新期農村社会史の研究」で中央大学博士（史学）。2003年国文学研究資料館史料館教授、04年同アーカイブズ研究系教授、研究主幹。2010年日本アーカイブズ学会会長。

## 著書
- 『牛久助郷一揆の構造とその世界』筑波書林、1989.ふるさと文庫
- 『幕末維新期・ある老農の世界 飛田佐平太の生活と生涯』筑波書林、1991.ふるさと文庫
- 『幕末維新期の政治社会構造』岩田書院、1995
- 『文書館運動の周辺』岩田書院、1996
- 『自治体史編纂と史料保存』岩田書院、1997
- 『助郷一揆の研究 近世農民運動史論』岩田書院、2003.

### 共編著
- 『アーカイブ事典』小川千代子、大西愛共編著.大阪大学出版会、2003